# Score SOFA

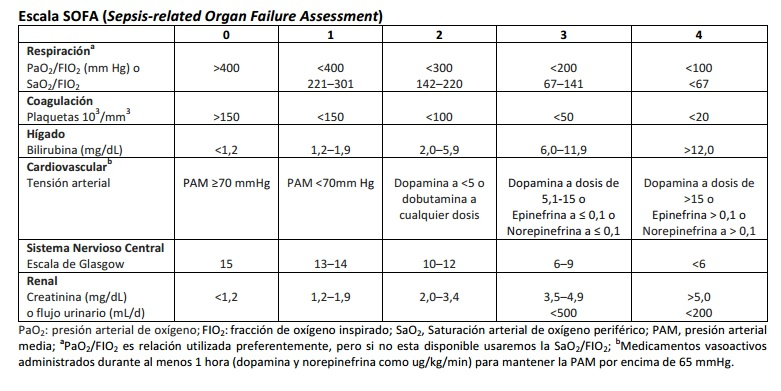
Tableau du score SOFA (Sepsis-related Organ Failure Assessment) : outil clinique permettant d’évaluer la gravité d’un sepsis en fonction de six fonctions organiques (respiratoire, coagulation, hépatique, cardiovasculaire, neurologique et rénale). Chaque organe est noté de 0 à 4 selon le degré de dysfonction, afin de guider la prise en charge et d’estimer le pronostic vital.

Le score Sepsis-related Organ Failure Assessment, aussi appelé score Sequential Organ Failure Assessment (score SOFA), est utilisé en soins intensifs pour déterminer et suivre l'état d'un patient en défaillance d'organe,,. Le score s'appuie sur six sous-scores, un pour chaque système respiratoire, neurologique, cardiovasculaire, hépatique, rénal et la coagulation.
Les tableaux ci-dessous donnent la correspondance entre les critères et le nombre de points qui leur sont associés pour chaque sous-score. Si le paramètre mesuré ne correspond à aucun critère, aucun point n'est attribué. Si le paramètre mesuré correspond à plusieurs critères, le critère valant le plus de points est choisi.
Le score SOFA est utilisé pour définir le sepsis depuis 2016. Un score supérieur ou égal à deux est associé à un risque de mortalité de 10 % chez les patients pour lesquels une infection est suspectée. 

## Respiratoire
| PaO2/FiO2 (mmHg)               | Score SOFA |
| ------------------------------ | ---------- |
| ≥ 400                          | 0          |
| < 400                          | 1          |
| < 300                          | 2          |
| < 200 et ventilation mécanique | 3          |
| < 100 et ventilation mécanique | 4          |

## Neurologique
| Échelle de Glasgow | Score SOFA |
| ------------------ | ---------- |
| 15                 | 0          |
| 13–14              | 1          |
| 10–12              | 2          |
| 6–9                | 3          |
| < 6                | 4          |

## Cardiovasculaire
| Pression artérielle moyenne OU nécessité d'administrer des vasopresseurs               | Score SOFA |
| -------------------------------------------------------------------------------------- | ---------- |
| PAM ≥ 70 mm/Hg                                                                         | 0          |
| PAM < 70 mm/Hg                                                                         | 1          |
| dopamine ≤ 5 µg/kg/min OU dobutamine (toute dose)                                      | 2          |
| dopamine > 5 µg/kg/min OU adrénaline ≤ 0.1 µg/kg/min OU noradrénaline ≤ 0.1 µg/kg/min  | 3          |
| dopamine > 15 µg/kg/min OU adrénaline > 0.1 µg/kg/min OU noradrénaline > 0.1 µg/kg/min | 4          |

## Hépatique
| Bilirubine (mg/dl) [μmol/L] | Score SOFA |
| --------------------------- | ---------- |
| < 1.2 [< 20]                | 0          |
| 1.2–1.9 [20-32]             | 1          |
| 2.0–5.9 [33-101]            | 2          |
| 6.0–11.9 [102-204]          | 3          |
| > 12.0 [> 204]              | 4          |

## Coagulation
| Plaquettes × 103/µl | Score SOFA |
| ------------------- | ---------- |
| ≥ 150               | 0          |
| < 150               | 1          |
| < 100               | 2          |
| < 50                | 3          |
| < 20                | 4          |

## Rénal
| Créatinine (mg/dl) [μmol/L] (ou diurèse) | Score SOFA |
| ---------------------------------------- | ---------- |
| < 1.2 [< 110]                            | 0          |
| 1.2–1.9 [110-170]                        | 1          |
| 2.0–3.4 [171-299]                        | 2          |
| 3.5–4.9 [300-440] (ou < 500 ml/j)        | 3          |
| > 5.0 [> 440] (ou < 200 ml/j)            | 4          |

## Le score rapide qSOFA (ou quickSOFA)
Le score rapide qSOFA (ou quickSOFA) fut introduit par le groupe 3 en février 2016. C'est une version simplifiée du Score SOFA qui a pour but d'identifier les patients ayant un risque élevé d'issue défavorable à la suite de leur infection. Les critères du Syndrome de Réponse Inflammatoire Systémique (SRIS) pour définir le sepsis ont été remplacés car ils présentaient trop de limitations ; d'après l'ensemble des membres du groupe 3, les critères du SRIS sont inutiles pour identifier le sepsis. Le quickSOFA simplifie drastiquement le score de SOFA en incluant seulement 3 critères cliniques. Le quickSOFA peut facilement et rapidement être répété en série sur les patients.
| Evaluation clinique                                   | score quickSOFA |
| ----------------------------------------------------- | --------------- |
| Hypotension artérielle (PAS ≤ 100 mmHg)               | 1               |
| Fréquence respiratoire élevée (≥ 22 respirations/min) | 1               |
| Altération de conscience (GCS ≤ 14)                   | 1               |

Le score varie de 0 à 3 points. La présence de 2 ou 3 points, au début de l'infection, est associée à une mortalité élevée et/ou à des séjours prolongés en unité de soins intensifs. Ces résultats correspondent en particulier aux patients ayant des complications de leur infection. Sur la base de ces résultats, le troisième consensus international pour la définition du sepsis recommande quickSOFA comme une façon simple et rapide d'identifier les patients infectés susceptibles de s'aggraver. La SRLF propose ce score sur leur site.